# Souvenirs d’un autre monde
Souvenirs d’un autre monde (французский: [suvniʁ dœ̃n‿otʁ mɔ̃d]) — дебютный полноформатный альбом французской пост-блэк-метал-группы Alcest, выпущенный в августе 2007 года на лейбле Prophecy Productions. Название альбома отсылает к смыслу музыки Alcest, поскольку лидер группы и автор песен Neige видит в ней путешествие по своим воспоминаниям о далёком мире, с которым он контактировал.
Альбом сильно отличается от первого EP группы Le Secret, ещё больше дистанцируясь от оригинального, более мрачного звука Alcest и уходя ещё дальше в направлении постметала и шугейза. Это последний релиз, в котором Neige играет на всех инструментах, поскольку на последующих релизах к нему присоединился барабанщик Winterhalter.

## Отзывы критиков
| Оценки критиков | Оценки критиков |
| Источник        | Оценка          |
| --------------- | --------------- |
| Allmusic        | [ 2 ]           |
| Blabbermouth    | 7.5/10          |
| PopMatters      | [ 4 ]           |
| Revolver        | Положительно    |
| Sputnikmusic    | [ 6 ]           |
| Ultimate Guitar | 7.3/10          |

Альбом получил в целом положительные отзывы. Брайан Уэй из AllMusic похвалил эмоциональную сторону альбома, заявив, что он выражает «тоску, ностальгию, триумф и блаженный покой, и всё это без единой песни на (разборчивом) английском языке». Многие критики отметили уникальное стилистическое влияние на альбом, а Брэд Энгл из Revolver охарактеризовал альбом как «неожиданно глубокий и трогательный. Там, где многие пластинки блэк-метала уходят внутрь, к тёмным центрам их авторов, Souvenirs d’un autre monde смотрит вовне и вверх, побуждая слушателя отпустить реальность и уплыть в эфир».
Кайл Уорд из Sputnikmusic был менее впечатлён альбомом и написал, что «идеи, представленные в Souvenirs d’un autre monde, основательны и довольно революционны для жанра, но композиции настолько вопиюще несовершенны, что любые надежды на то, что эта фантастическая идея будет реализована, быстро улетучиваются, чтобы больше никогда не вернуться».
В 2016 году издание Pitchfork Media поставило альбом на 32-е место в своем списке «50 лучших шугейз-альбомов всех времён», заявив:

«Пятно» блэк-метала и «пятно» шугейза: Когда оба жанра начали процветать в начале 1990-х годов, их сходство не было очевидным. Но к началу 2000-х годов их сближение казалось неизбежным. Французский музыкант Neige отклонился от блэк-металлической сцены в 2005 году, выпустив дебютный EP своей мелодичной, меланхоличной группы Amesoeurs, но потребовался первый полноформатник его следующего проекта — Souvenirs d’un autre monde от Alcest, чтобы воплотить его двойную страсть к блэк-металу и шугейзу. Название альбома 2007 года переводится как «воспоминания из другого мира» — соответственно, Neige пропитал свои шесть треков полупрозрачными акустическими гитарами, сотрясающими небо громовыми раскатами дисторшна и нежными, туманными гармониями. Композиции тянутся к космосу, даже несмотря на то, что импульсивная интенсивность пластинки постоянно напоминает о металлическом происхождении Alcest. В то же время, релиз заново изобрел шугейз для нового века, доказав, насколько возобновляемым звуковым ресурсом он может быть.

## Список композиций
Слова и музыка всех песен — Neige.
| №                   | Название                          | Длительность |
| ------------------- | --------------------------------- | ------------ |
| 1.                  | «Printemps émeraude»              | 7:19         |
| 2.                  | «Souvenirs d'un autre monde»      | 6:08         |
| 3.                  | «Les Iris»                        | 7:41         |
| 4.                  | «Ciel errant»                     | 7:12         |
| 5.                  | «Sur l'autre rive je t'attendrai» | 6:50         |
| 6.                  | «Tir Nan Og»                      | 6:10         |
| Общая длительность: | Общая длительность:               | 41:20        |

## Участники записи
Alcest
- Neige — ведущий и бэк-вокал, гитары, бас, клавишные, ударные.

Технический персонал
- Одри Сильвен[англ.] — вокал в «Sur l’autre rive je t’attendrai».
- Фюрси Тейссье[англ.] — обложка.